# Dharius
Alan Alejandro Maldonado Tamez, més conegut com a Dharius, (Monterrey, 24 de setembre de 1984) és un raper mexicà. Formava part del grup Cartel de Santa. Després va deixar Sony Music per signar per RCA Records va publicar el seu primer àlbum com a solista "Directo Hasta Arriba". El seu estil és relaxat, gangsta i tranquil.

## Discografia

### Amb Cartel de Santa
- Cartel de Santa (2002)
- Vol. II (2004)
- Volumen Prohibido (2006)
- Vol. IV (2008)
- Sincopa (2010)
- Me Atizo Macizo tour en vivo desde el D.F. (2012)[4]

### En solitari
- 2014: Directo Hasta Arriba (RCA Records)
- 2018: Mala Fama, Buena Vidha (Sony Music)